# 加果拉达坂
加果拉达坂 (≈ 4810m) 是西藏阿里地区噶尔县的山口，位于朗钦藏布（象泉河）和森格藏布（獅泉河）的上游噶尔藏布之间的分水岭。